# Josh – Mein Herz gehört dir
Josh – Mein Herz gehört dir (Hindi, جوش, Joś, [ʤoɕ], wörtl.: Hitze, Leidenschaft) ist eine im Jahr 2000 entstandene Bollywoodversion des Musicals West Side Story. Er kam in Indien am 9. Juni 2000 in die Kinos.

## Handlung
Der Film erzählt die Geschichte zweier Liebenden, die zwischen die Fronten rivalisierender Straßengangs geraten. Rahul, der Bruder von Prakash, dem Anführer der hinduistischen Scorpions, verliebt sich in Shirley. Sie ist die Schwester von Max, dem Anführer der christlich orientierten Eagles.
Kein Tag geht zu Ende, bevor nicht ein Eagle oder ein Scorpion verprügelt wird. Als Rahul aus Bombay nach Vasco kommt, um seine Familie mitzunehmen, verliebt er sich in Shirley. Er versucht auf verschiedene Art und Weise ihr Herz zu gewinnen, und als er es tatsächlich schafft, werden die beiden entdeckt. Um mit Shirley zusammen zu sein, hilft Rahul Max. Doch Prakash erfährt, dass Rahul ihn hintergeht, und versucht Max umzubringen. Der Anschlag schlägt jedoch fehl und Prakash stirbt.
Max kommt ins Gefängnis und wartet auf sein Todesurteil, bis herauskommt, dass er nur aus Notwehr gehandelt hat. Max hat nun nichts mehr gegen die Liebe von Shirley und Rahul einzuwenden und bittet Rahul bei ihnen zu bleiben.

## Hintergrund
Josh – Mein Herz gehört dir ist Mansoor Khans vierte Regiearbeit. Sie spielt im Jahr 1980 in indischen Bundesstaat Goa, der sich erst 1961 von der Kolonialmacht Portugal loslösen konnte. Der christliche Einfluss ist dort bis heute vor allem in Vasco da Gama zu erkennen.

## Kritiken
Der Film wurde in einer Rezension des Online-Versandhauses Amazon kritisiert, ihm fehle bei der Umsetzung der Bandenkämpfe die Konsequenz. Des Weiteren verliere die Geschichte in der zweiten Hälfte des Films zunehmend an Attraktivität.

## Ehrungen
International Indian Film Academy Awards 2001
- Bestes Szenenbild: Nitin Desai
- nominiert:
  - Beste Nebendarstellerin: Chandrachur Singh
  - Beste Story: Mansoor Khan
  - Beste Regie: Mansoor Khan
  - Beste Musikregie: Anu Malik
  - Bester Schurke: Sharad Kapoor

Filmfare Awards 2001
- nominiert:
  - Beste Regie: Mansoor Khan
  - Bester Film: Mansoor Khan
  - Beste Musik: Anu Malik
  - Bester Schurke: Sharad Kapoor

Star Screen Awards 2001
- Bestes Szenenbild: Nitin Desai
- nominiert:
  - Beste Stuntregie: Abbas Ali
  - Beste Kamera: Anand K.V.
  - Beste Regie: Mansoor Khan
  - Bester Schnitt: Zafar Sultan
  - Bester Film
  - Bester Nebendarsteller: Sharad Kapoor
  - Beste Musik: Anu Malik
  - Bester Ton: Manohar Bangera, Deepan Chatterjee